# Michael Chapman (operator filmowy)
Michael Chapman (ur. 21 listopada 1935 w Nowym Jorku, zm. 20 września 2020 w Los Angeles) – amerykański operator filmowy i reżyser. Dwukrotnie nominowany do Oscara za zdjęcia do filmów: Wściekły Byk (1980; reż. Martin Scorsese) oraz Ścigany (1993; reż. Andrew Davis).

## Filmografia
Zdjęcia:
- Ostatnie zadanie (1973)
- Biały świt (1974)
- Arabski spisek (1976)
- Figurant (1976)
- Taksówkarz (1976)
- Inwazja łowców ciał (1978)
- Palce (1978)
- Włóczęgi (1979)
- Dwa światy (1979)
- Wściekły Byk (1980)
- Życiowy rekord (1982)
- Umarli nie potrzebują pledu (1982)
- Człowiek z dwoma mózgami (1983)
- Straceni chłopcy (1987)
- W pogoni za śmiercią (1988)
- Wigilijny show (1988)
- Pogromcy duchów II (1989)
- Łatwy szmal (1990)
- Gliniarz w przedszkolu (1990)
- Doktor Hollywood (1991)
- Szepty w mroku (1992)
- Wschodzące słońce (1993)
- Ścigany (1993)
- Kosmiczny mecz (1996)
- Lęk pierwotny (1996)
- Sześć dni, siedem nocy (1998)
- Tylko miłość (1999)
- Parada oszustów (1999)
- Obserwator (2000)
- Ewolucja (2001)
- Głowa do góry (2004)
- Sprawca Zero (2004)
- Epitafium (2004)
- Sowie pole (2006)
- Most do Terabithii (2007)

Reżyseria:
- Wszystkie właściwe posunięcia (1983)
- Klan niedźwiedzia jaskiniowego (1986)
- Annihilator (1986)
- Saga Wikingów (1995)